# Randolph Bresnik
Randolph James Bresnik (Fort Knox, 11 de setembro de 1967) é um piloto, tenente-coronel do Corpo de Fuzileiros Navais dos Estados Unidos (Marines) e astronauta norte-americano.
Graduado como oficial dos Marines em 1989, formou-se aviador-naval em 1992. Piloto de caça F-18, fez parte da Naval Fighter Weapons School, os TOPGUN da marinha norte-americana.
Em maio de 2004 ele foi selecionado pela NASA como um dos dois pilotos da classe de postulantes daquele ano a serem aceitos no curso de astronautas da agência, e completou o treinamento em fevereiro de 2006, qualificando-se como especialista de missão.
Em novembro de 2009, foi ao espaço integrando a tripulação da STS-129 no Atlantis e realizou duas caminhadas espaciais em volta da Estação Espacial Internacional.
Iniciou sua segunda missão em 28 de julho de 2017, lançado de Baikonur na nave Soyuz MS-05, para quatro meses e meio de estadia na ISS integrando as Expedições 52 e 53. Durante a expedição, entre outras atividades, ele fez duas caminhadas espaciais – sua terceira e quartas na carreira – de cerca de treze horas no total, para substituir câmeras, mecanismos de pressão do Canadarm2 e fazer lubrificações diversas em equipamentos da estrutura. Retornou à Terra em 14 de dezembro de 2017 depois de 139 dias em órbita.